# 具島勘三郎
具島 勘三郎（ぐしま かんざぶろう、1908年1月4日 - 1970年9月24日）は、日本の経営者。福岡県福岡市出身。

## 経歴
1930年に東京帝国大学法学部法科を卒業し、1932年10月に福岡日日新聞社に入社。1943年に西日本新聞社に転じ、1949年に取締役に就任し、1957年に常務、1959年に専務を経て、1969年5月に社長に就任。
1970年9月24日、慢性膵臓炎のために死去。62歳没。